# Cầu diệp hình nĩa
Cầu diệp hình nĩa (danh pháp hai phần: Bulbophyllum furcatum) là một loài phong lan thuộc chi Bulbophyllum. Đây là loài đặc hữu của Việt Nam.